# Јединствена фудбалска лига Војводине

Јединствена фудбалска лига Војводине или Војвођанска лига била је једно време четврти степен југословенског, а касније и српског фудбала, обухватавши фудбалске клубове на територији читаве АП Војводине.
Иако се годинама раније "Војвођанска лига" називала други (сезона 1952. и 1952/53.) а затим и трећи (од сезоне 1958/59. до 1961/62.) степен југословенског фудбала (ЈФ), од сезоне 1964/65. након реорганизације, четврти степен ЈФ такође је понео овај назив. Већи ранг такмичења (III) била је тада Српска лига - северна група, која је поред клубова са територије читаве АП Војводине, обухватала и фудбалске клубове града Београда док су нижи рангови, V степен, биле "Јединствене лиге": суботичког, зрењанинског, вршачког, новосадског, сремскомитровичког савеза. У свом првом мандату који трајао до сезоне 1967/68. лига је само прве такмичарске године бројала 16 клубова док је остале три сезоне лигу сачињавало 18 клубова широм Војводине. 
Од сезоне 1968/69. па до 1987/88. трећи степен Југословенског фудбала на територији АП Војводина назива се "Војвођанска лига".
Након паузе од 21 годину поново се од сезоне 1988/89. покреће јединствена лига четвртог фудбалског ранга ("Војвођанска лига") и траје наредних шест сезона (до 1994/95), када је поново четврти ранг подељен на два дела ("Исток" и "Запад").
Последњи пут успостављање јединствене фудбалске лиге четвртог степена ("Прва војвођанска лига") било је у сезони 2002/03. и трајало је свега две године, тј још сезона 2003/04. Иако је лига била такмичарски квалитетна, показала се као неодржива, јер је аматерским клубовима представљала велике финансијске проблеме.

## Победници свих првенстава
| Сезона                | Бр. клуб. | Првак                   | Бодови | Вицепрвак             | Бодови |
| Војвођанска лига      |           |                         |        |                       |        |
| 1964/65.              | 16        | Динамо, Панчево         | 38     | Банат, Зрењанин       | 37     |
| 1965/66.              | 18        | Сента, Сента            | 53     | Славија, Нови Сад     | 49     |
| 1966/67.              | 18        | Раднички, Ср. Митровица | 50     | Комбинат, Врбас       | 47     |
| 1967/68.              | 18        | Сента, Сента            | 48     | Вршац, Вршац          | 45     |
| Војвођанска лига      |           |                         |        |                       |        |
| 1988/89.              | 18        | Бечеј, Бечеј            | 48     | Хајдук, Кула          | 46     |
| 1989/90.              | 18        | Хајдук, Кула            | 45     | Раднички, Сомбор      | 42     |
| 1990/91.              | 18        | Динамо, Панчево         | 48     | Агроунија, Инђија     | 41     |
| 1991/92.              | 18        | Црвенка, Црвенка        | 47     | Раднички, Зрењанин    | 41     |
| 1992/93.              | 18        | Бачка, Бачка Паланка    | 52     | Бачка, Суботица       | 47     |
| Прва војвођанска лига |           |                         |        |                       |        |
| 1993/94.              | 16        | Сремац, Војка           | 44     | Црвенка, Црвенка      | 43     |
| 1994/95.              | 16        | Цемент, Беочин          | 68     | Русанда, Меленци      | 57     |
| Прва лига Војводине   |           |                         |        |                       |        |
| 2002/03.              | 16        | Таванкут, Таванкут      | 65     | Раднички, Нова Пазова | 62     |
| 2003/04.              | 16        | Глогоњ, Глогоњ          | 64     | Полет, Растина        | 62     |

## Сви учесници

### 1964 - 1968
- БАК, Бела Црква (2. сезоне)
- Банат, Зрењанин (2)
- Бечеј, Бечеј (4)
- Билећанин, Сечањ (3)
- Братство, Суботица (2)
- Варда, Лаћарак (3)
- Врбас, Врбас (1)
- Вршац, Вршац (3)
- Динамо, Панчево (1)
- ЖАК, Сомбор (1)
- Железничар, Инђија (4)
- Железничар, Панчево (1)
- Зорка, Суботица (1)
- Јединство, Качарево (3)
- Јединство, Станишић (1)
- Јединство, Стара Пазова (1)
- Комбинат, Врбас (2)
- Крајина, Крајишник
- Младост, Бачки Јарак (1)
- Младост, Бачки Петровац (2)
- Партизан, Суботица (1)
- Раднички, Сутјеска (2)
- Раднички, Зрењанин (4)
- Раднички, Нова Пазова (3)
- Раднички, Ратково (2)
- Раднички, Сремска Митровица (1)
- Раднички, Шид (3)
- Русанда, Меленци (2)
- Север, Суботица (2)
- Сента, Сента (3)
- Славија, Нови Сад
- Топола, Бачка Топола (2)
- ЧСК, Челарево (3)
- Униреа, Уздин (1)
- ХИП, Панчево (1)

### 1988 - 1994
- Агроунија, Инђија (3)
- Банат, Зрењанин (1)
- Бачка, Бачка Паланка (3)
- Бачка 1901, Суботица (5)
- Бегеј, Житиште (6)
- Бечеј, Бечеј (1)
- Вршац, Вршац (6)
- Динамо, Панчево (1)
- Зорка, Суботица (2)
- Индекс, Нови Сад (1)
- Јединство, Нови Бечеј
- Козара, Банатско Велико Село (5)
- Липар, Липар (1)
- Младост, Апатин (5)
- Младост, Бачки Јарак (3)
- Нафтагас, Елемир (1)
- Његош, Ловћенац (1)
- Палић, Палић (3)
- Панонија, Панонија (3)
- ПК Сомбор, Сомбор (2)
- Пролетер, Банатски Карловац (3)
- Раднички, Зрењанин (4)
- Раднички, Ковин (2)
- Раднички, Сомбор (3)
- Русанда, Меленци (5)
- Север, Суботица (1)
- Славија, Нови Сад (6)
- Словен, Рума (2)
- Спартак, Дебељача (1)
- Срем, Сремска Митровица (3)
- Сремац, Војка (1)
- Сутјеска, Бачко Добро Поље (4)
- Текстилац, Оџаци (1)
- Хајдук, Кула (2)
- Цемент, Беочин (2)
- Црвена звезда, Руско Село (4)
- Црвенка, Црвенка (5)
- Чока, Чока (1)
- ЧСК Пивара, Челарево (2)

### 2002 - 2004
- Бачка 1901, Суботица (2. сезоне)
- Бегеј, Житиште (1)
- Борац, Бачки Грачац (1)
- Виногарадар, Хајдуково (2)
- Војводина, Ново Милошево (1)
- Глогоњ, Глогоњ (1)
- Јединство, Вршац (2)
- Југовић, Каћ (2)
- Козара, Банатско Велико Село (1)
- Криваја, Криваја (1)
- Металац Милан Видак, Футог (1)
- Млади Борац - 1. Мај, Рума (1)
- Полет, Каравуково (1)
- Полет, Растина (2)
- Радник, Стари Тамиш (1)
- Раднички, Ковин (1)
- Раднички, Нова Пазова (1)
- Раднички, Сутјеска (2)
- Раднички, Шид (1)
- Слобода, Нови Козарци (1)
- Словен, Рума (1)
- Слога, Ердевик (2)
- Таванкут, Таванкут (1)
- Црвена звезда Био Стар, Војвода Степа (2)